# 安東尼 (印地安納州)
安東尼（英語：Anthony）是位於美國印地安納州特拉華縣的一個非建制地區。該地的面積和人口皆未知。

## 地理
安東尼的座標為40°16′40″N 85°26′10″W / 40.27778°N 85.43611°W，而該地的平均海拔高度為275米（即902英尺）。